# Palmarès des Pégase
Le Palmarès des Pégase répertorie les nominations et les prix reçus lors des différentes éditions de la cérémonie des Pégase.

## Palmarès

### Édition 2025
La cérémonie se déroule le 6 mars 2025, à La Cigale, à Paris.
| Catégorie                                               | Vainqueurs                       | Nommés                        | Nommés                          |
| ------------------------------------------------------- | -------------------------------- | ----------------------------- | ------------------------------- |
| Meilleur jeu vidéo                                      | Prince of Persia: The Lost Crown | BEAST Bio Exo Arena Suit Team | Ravenswatch                     |
| Meilleur jeu vidéo indépendant                          | Caravan SandWitch                | Les Fourmis                   | The Operator                    |
| Meilleur jeu vidéo mobile                               | BEAST Bio Exo Arena Suit Team    | Kosma’s Chronicles            | Mutant: Genesis                 |
| Meilleur premier jeu vidéo                              | Caravan SandWitch                | The Operator                  | Symphonia                       |
| Meilleur jeu étudiant                                   | Myrmidon                         | Bloody Dates !                |                                 |
| Au-delà du jeu vidéo                                    | Tchia                            | Kamaeru: A frog refuge        | Threshold                       |
| Excellence visuelle                                     | Les Fourmis                      | Caravan SandWitch             | Microsoft Flight Simulator 2024 |
| Meilleur univers sonore                                 | Prince of Persia: The Lost Crown | Caravan SandWitch             | Symphonia                       |
| Excellence narrative                                    | The Operator                     | Banishers: Ghosts of New Eden | Worlds of Aria                  |
| Meilleur game design                                    | Prince of Persia: The Lost Crown | Mutant: Genesis               | Ravenswatch                     |
| Meilleure innovation technologique                      | Microsoft Flight Simulator 2024  | Dark Hours                    | Hide the Corpse                 |
| Meilleur accessibilité                                  | Prince of Persia: The Lost Crown | Pyrene                        | Tchia                           |
| Meilleur service d'exploitation (« game-as-a-service ») | Dofus                            | Renaissance Kingdoms          | Virtual Regatta                 |
| Meilleur jeu étranger                                   | Warhammer 40,000: Space Marine 2 | Final Fantasy VII Rebirth     | Neva                            |
| Meilleur jeu indépendant étranger                       | Neva                             | Manor Lords                   | Plucky Squire                   |
| Meilleur jeu mobile étranger                            | Loop Hero                        | Children of Morta             | Potion Permit                   |
| Prix d'honneur                                          | Stephane Natkin                  | Stephane Natkin               | Stephane Natkin                 |
| Personnalité de l'année                                 | Romain de Waubert                | Romain de Waubert             | Romain de Waubert               |

#### Record de récompenses
- 4 : Prince of Persia: The Lost Crown
- 2 : Caravan SandWitch

#### Record de nominations
- 4 : Prince of Persia: The Lost Crown, Caravan SandWitch
- 3 : The Operator
- 2 : BEAST Bio Exo Arena Suit Team, Les Fourmis, Microsoft Flight Simulator 2024, Mutant: Genesis, Neva, Ravenswatch, Symphonia, Tchia

### Édition 2024
La cérémonie se déroule le 7 mars 2024, à La Cigale, à Paris.
| Catégorie                                               | Vainqueurs                        | Nommés                                   | Nommés                         |
| ------------------------------------------------------- | --------------------------------- | ---------------------------------------- | ------------------------------ |
| Meilleur jeu vidéo                                      | Chants of Sennaar                 | Assassin's Creed Mirage                  | Jusant                         |
| Meilleur jeu vidéo indépendant                          | Chants of Sennaar                 | Dordogne                                 | Have a Nice Death              |
| Meilleur jeu vidéo mobile                               | Soldats inconnus : Frères d'armes | The Wreck                                | Mighty Quest Rogue Palace      |
| Meilleur premier jeu vidéo                              | En Garde !                        | Dordogne                                 | Pâquerette Down the Bunburrows |
| Meilleur jeu étudiant                                   | Sikaria: A Silent Hunt            |                                          |                                |
| Au-delà du jeu vidéo                                    | Soldats inconnus : Frères d'armes | Chants of Sennaar                        | The Wreck                      |
| Excellence visuelle                                     | Dordogne                          | Assassin's Creed Mirage                  | Chants of Sennaar              |
| Meilleur univers sonore                                 | Jusant                            | Assassin's Creed Mirage                  | The Crew Motorfest             |
| Excellence narrative                                    | Soldats inconnus : Frères d'armes | Assassin's Creed Mirage                  | The Wreck                      |
| Meilleur game design                                    | Chants of Sennaar                 | Jusant                                   | The Crew Motorfest             |
| Meilleure innovation technologique                      | Headbangers: Rhythm Royale        | Aliens: Dark Descent                     | Dragon Duelist                 |
| Meilleur accessibilité                                  | KarmaZoo                          | Firebird                                 | Go Go Magnet                   |
| Meilleur service d'exploitation (« game-as-a-service ») | The Crew Motorfest                | Tales Up                                 | Go Go Magnet                   |
| Meilleur jeu étranger                                   | Baldur's Gate III                 | Hogwarts Legacy : L'Héritage de Poudlard | Cocoon                         |
| Meilleur jeu indépendant étranger                       | Cocoon                            | Party Animals                            |                                |
| Meilleur jeu mobile étranger                            | Little Nightmares                 | Disney Dreamlight Valley Arcade Edition  |                                |
| Pégase du public                                        | Assassin's Creed Mirage           | Assassin's Creed Mirage                  | Assassin's Creed Mirage        |
| Prix d'honneur                                          | Muriel Tramis                     | Muriel Tramis                            | Muriel Tramis                  |
| Personnalité de l'année                                 | Mickaël Newton                    | Mickaël Newton                           | Mickaël Newton                 |

#### Record de récompenses
- 3 : Chants of Sennaar, Soldats inconnus : Frères d'armes

#### Record de nominations
- 5 : Chants of Sennaar
- 4 : Assassin's Creed Mirage
- 3 : Soldats inconnus : Frères d'armes, Dordogne, The Crew Motorfest, Jusant, The Wreck
- 2 : Go Go Magnet

### Édition 2023
Les nominations sont annoncées le 2 février 2023 et la cérémonie se déroule le 9 mars 2023 à Paris.
| Catégorie                                               | Vainqueurs                     | Nommés                                     | Nommés                                           |
| ------------------------------------------------------- | ------------------------------ | ------------------------------------------ | ------------------------------------------------ |
| Meilleur jeu vidéo                                      | Stray                          | A Plague Tale: Requiem                     | Sifu                                             |
| Meilleur jeu vidéo indépendant                          | Stray                          | Sifu                                       | Tinykin                                          |
| Meilleur jeu vidéo mobile                               | Tales Up                       | A Musical Story                            | Nickelodeon Extreme Tennis                       |
| Meilleur premier jeu vidéo                              | Stray                          | Onde                                       | Time Rift                                        |
| Meilleur jeu étudiant                                   | Alaska                         | Radiant Dawn                               | Gevaudan 1851                                    |
| Au-delà du jeu vidéo                                    | Flat Eye                       | Inua: A Story in Ice and Time              | Syberia: The World Before                        |
| Excellence visuelle                                     | A Plague Tale: Requiem         | Stray                                      | Sifu                                             |
| Meilleur univers sonore                                 | A Plague Tale: Requiem         | Mario + The Lapins Crétins: Sparks of Hope | A Musical Story                                  |
| Excellence narrative                                    | A Plague Tale: Requiem         | Flat Eye                                   | Syberia: The World Before                        |
| Meilleur game design                                    | Sifu                           | Mario + The Lapins Crétins: Sparks of Hope | Tinykin                                          |
| Meilleure innovation technologique                      | Dune: Spice Wars               | Fast Libero                                | Dual Universe                                    |
| Meilleur accessibilité                                  | Steelrising                    | Arkanoid: Eternal Battle                   | Tales Up                                         |
| Meilleur service d'exploitation (« game-as-a-service ») | Solasta: Crown of the Magister | Airport Simulator: First Class             | Tales Up                                         |
| Meilleur jeu étranger                                   | Elden Ring                     | Tunic                                      | God of War: Ragnarök                             |
| Meilleur jeu indépendant étranger                       | Tunic                          | Hardspace: Shipbreaker                     | Teenage Mutant Ninja Turtles: Shredder's Revenge |
| Meilleur jeu mobile étranger                            | Spiritfarer                    | Marvel Snap                                | Idle Siege                                       |
| Pégase du public                                        | A Plague Tale: Requiem         | A Plague Tale: Requiem                     | A Plague Tale: Requiem                           |
| Prix d'honneur                                          | Olivier Derivière              | Olivier Derivière                          | Olivier Derivière                                |
| Personnalité de l'année                                 | Nicolas Cannasse               | Nicolas Cannasse                           | Nicolas Cannasse                                 |

#### Records de récompenses
- 4 : A Plague Tale: Requiem
- 3 : Stray

#### Record de nominations
- 4 : Sifu, A Plague Tale: Requiem, Stray
- 3 : Tales Up
- 2 : Tunic, Flat Eye, A Musical Story, Tinykin, Mario + The Lapins Crétins: Sparks of Hope, Syberia : The World Before

### Édition 2022
Les nominations sont annoncées le 9 février 2022.
| Catégorie                                               | Vainqueurs                      | Nommés                              | Nommés                                            |
| ------------------------------------------------------- | ------------------------------- | ----------------------------------- | ------------------------------------------------- |
| Meilleur jeu                                            | Deathloop                       | Road 96                             | Humankind                                         |
| Meilleur jeu indépendant                                | Road 96                         | The Last Spell                      | Curse of the Dead Gods                            |
| Meilleur jeu mobile                                     | Northgard                       | Unmaze                              | Masterchef: Let's Cook                            |
| Meilleur premier jeu                                    | Solasta: Crown of the Magister  | Save Me Mr Tako: Definitive Edition | Young Soul                                        |
| Meilleur jeu étudiant                                   | Lysfangha                       | Jivana                              | Bulle                                             |
| Prix spécial de l'Académie : Au-delà du jeu vidéo       | Road 96                         | Rubicon: A Conspiracy of Silence    | Humankind                                         |
| Excellence visuelle                                     | Deathloop                       | Young Soul                          | Edge of Eternity                                  |
| Meilleur univers sonore                                 | Road 96                         | Deathloop                           | Humankind                                         |
| Excellence narrative                                    | Road 96                         | Deathloop                           | Assassin's Creed Valhalla : La Colère des druides |
| Meilleur game design                                    | Deathloop                       | The Last Spell                      | Humankind                                         |
| Meilleur univers de jeu                                 | Deathloop                       | Road 96                             | Edge of Eternity                                  |
| Meilleur accessibilité                                  | Road 96                         | Masterchef: Let's Cook              | Just Dance 2022                                   |
| Meilleur service d'exploitation (« game-as-a-service ») | Curse of the Dead Gods          | Just Dance 2022                     | Riders Republic                                   |
| Meilleur jeu étranger                                   | The Forgotten City              | Little Nightmares 2                 | Psychonauts 2                                     |
| Meilleur jeu indépendant étranger                       | Chicory: A Colorful Tale        | The Forgotten City                  | Oddworld: Soulstorm                               |
| Meilleur jeu mobile étranger                            | Sparklite                       | LEGO Star Wars: Castaway            | Summoners War: Sky Arena                          |
| Pégase du public                                        | Deathloop                       |                                     |                                                   |
| Prix d'honneur                                          | Benoît Sokal (à titre posthume) | Benoît Sokal (à titre posthume)     | Benoît Sokal (à titre posthume)                   |
| Personnalité de l'année                                 | Dinga Bakaba                    | Dinga Bakaba                        | Dinga Bakaba                                      |

#### Records de récompenses
- 5 : Road 96, Deathloop[4],[5]

#### Record de nominations
- 7 : Road 96
- 6 : Deathloop
- 4 : Humankind
- 2 :The Last Spell, Curse of the Dead Gods, Masterchef: Let's Cook, Young Soul, Edge of Eternity, Just Dance 2022 et The Forgotten City

### Édition 2021
Les nominations sont annoncées le 11 février 2021. La cérémonie a lieu le 17 mars 2021.
| Catégorie                                               | Vainqueurs                        | Nommés                            | Nommés                            |
| ------------------------------------------------------- | --------------------------------- | --------------------------------- | --------------------------------- |
| Meilleur jeu                                            | Microsoft Flight Simulator        | WRC 9                             | Tell Me Why                       |
| Meilleur jeu indépendant                                | Haven                             | There Is No Game: Wrong Dimension | Streets of Rage 4                 |
| Meilleur jeu mobile                                     | Ordesa                            | Pango Bakery                      | SpongeBob: Patty Pursuit          |
| Meilleur premier jeu                                    | Shady Part of Me                  | There Is No Game: Wrong Dimension | Wolcen: Lords of Mayhem           |
| Meilleur jeu étudiant                                   | Symphonia                         | Soul Weaver                       | Aefen Fall                        |
| Prix spécial de l'Académie : Au-delà du jeu vidéo       | Tell Me Why                       | Shady Part of Me                  | Haven                             |
| Excellence visuelle                                     | Microsoft Flight Simulator        | Othercide                         | Paper Beast                       |
| Meilleur univers sonore                                 | Streets of Rage 4                 | Double Kick Heroes                | Haven                             |
| Excellence narrative                                    | Tell Me Why                       | Haven                             | There Is No Game: Wrong Dimension |
| Meilleur game design                                    | There Is No Game: Wrong Dimension | Paper Beast                       | ScourgeBringer                    |
| Meilleur univers de jeu                                 | Paper Beast                       | Tell Me Why                       | Haven                             |
| Meilleur personnage                                     | Haven                             | Tell Me Why                       | Shady Part of Me                  |
| Meilleur service d'exploitation (« game-as-a-service ») | Microsoft Flight Simulator        | Just Dance 2021                   | WRC 9                             |
| Meilleur jeu étranger                                   | Ori and the Will of the Wisps     | Iron Harvest                      | Yakuza: Like a Dragon             |
| Meilleur jeu indépendant étranger                       | Hades                             | Kentucky Route Zero: TV Edition   | Raji: An Ancient Epic             |
| Meilleur jeu mobile étranger                            | If Found...                       | Mudrunner                         | South of the Circle               |
| Prix d'honneur                                          | Éric Chahi                        | Éric Chahi                        | Éric Chahi                        |
| Personnalité de l'année                                 | ZeratoR                           | ZeratoR                           | ZeratoR                           |

#### Records de récompenses
- 3 : Microsoft Flight Simulator
- 2 : Tell Me Why, Haven

#### Record de nominations
- 6 : Haven
- 5 : Tell Me Why
- 4 : There Is No Game: Wrong Dimension
- 3 : Microsoft Flight Simulator, Shady Part of Me, Paper Beast
- 2 : WRC 9, Streets of Rage 4

### Édition 2020
Les nominations sont annoncées le 10 février 2020. La cérémonie a lieu le 9 mars 2020.
| Catégorie                                               | Vainqueurs               | Nommés                           | Nommés                                          |
| ------------------------------------------------------- | ------------------------ | -------------------------------- | ----------------------------------------------- |
| Meilleur jeu                                            | A Plague Tale: Innocence | Life Is Strange 2                | WRC 8                                           |
| Meilleur jeu indépendant                                | Night Call               | Monster Boy et le Royaume maudit | Crying Suns                                     |
| Meilleur jeu mobile                                     | Dead Cells               | Rayman Mini                      | TokoToko                                        |
| Meilleur premier jeu                                    | Un pas fragile           | Night Call                       | Unruly Heroes                                   |
| Meilleur jeu étudiant                                   | Don't Look               | Aurore                           | Toxic Pink!                                     |
| Prix spécial de l'Académie : Au-delà du jeu vidéo       | Alt-Frequencies          | GreedFall                        | Life Is Strange 2                               |
| Excellence visuelle                                     | A Plague Tale: Innocence | GreedFall                        | The Wanderer: Frankenstein's Creature           |
| Meilleur univers sonore                                 | A Plague Tale: Innocence | Life Is Strange 2                | Alt-Frequencies                                 |
| Excellence narrative                                    | Life Is Strange 2        | A Plague Tale: Innocence         | Night Call                                      |
| Meilleur game design                                    | A Plague Tale: Innocence | Alt-Frequencies                  | Crying Suns                                     |
| Meilleur univers de jeu                                 | A Plague Tale: Innocence | GreedFall                        | Life Is Strange 2                               |
| Meilleur personnage                                     | A Plague Tale: Innocence | Un pas fragile                   | Life Is Strange 2                               |
| Meilleur service d'exploitation (« game-as-a-service ») | Dead Cells               | Just Dance 2020                  | Frag Pro Shooter                                |
| Meilleur jeu étranger                                   | Metro Exodus             | Apex Legends                     | Star Wars Jedi: Fallen Order                    |
| Meilleur jeu indépendant étranger                       | Outer Wilds              | Ancestors: The Humankind Odyssey | Pikuniku                                        |
| Meilleur jeu mobile étranger                            | Sayonara Wild Hearts     | Lemmings: The Puzzle Adventure   | Donjons et Dragons : Les Guerriers de Waterdeep |
| Prix d'honneur                                          | Yves Guillemot           | Yves Guillemot                   | Yves Guillemot                                  |
| Personnalité de l'année                                 | Jehanne Rousseau         | Jehanne Rousseau                 | Jehanne Rousseau                                |

#### Records de récompenses
- 6 : A Plague Tale: Innocence
- 2 : Dead Cells

#### Record de nominations
- 7 : A Plague Tale: Innocence
- 6 : Life Is Strange 2
- 3 : Alt-Frequencies, Night Call, GreedFall
- 2 : Dead Cells, Un pas fragile